# Alias (SQL)
 Alias (с англ. — «псевдоним») — это имя, назначенное источнику данных в запросе при использовании выражения в качестве источника данных или для упрощения ввода и прочтения инструкции SQL. Такая возможность полезна, если имя источника данных слишком длинное или его трудно вводить. Псевдонимы могут быть использованы для переименования таблиц и колонок. В отличие от настоящих имен, псевдонимы могут не соответствовать ограничениям базы данных и могут содержать до 255 знаков (включая пробелы, цифры и специальные символы). Эта возможность SQL, которая поддерживается почти всеми реляционными системами управления базами данных.

## Применение
Псевдонимы позволяют:
- задавать таблицам или столбцам другие имена:
  - COLUMN ALIASES используются для упрощения чтения столбцов в результирующем наборе.
  - TABLE ALIASES используются для сокращения SQL-кода, чтобы упростить его чтение или когда вы выполняете самостоятельное соединение (то есть: перечисление одной и той же таблицы более одного раза).
- дать имя полю, у которого до этого вообще не было имени. В результате будет поле с именем Num, которое содержит одну строку со значением 1. Select 1 As Num
- использовать одну и ту же таблицу в операторе Sеlect много раз.
- при использовании не указывать AS. Например, общепринятым является использование таких псевдонимов, как «pi» для таблиц, называемых «price_information».
- облегчить администрирование большого количества серверов, так как они задаются администратором SQL-сервера, и для каждого экземпляра может быть задано любое количество псевдонимов.

## Синтаксис

### Синтаксис для таблиц SQL
```
 
SELECT
 
column_name
(
s
)

 
FROM
 
table_name

 
AS
 
alias_name

```

### Синтаксис для столбцов SQL
```
 
SELECT
 
column_name
 
AS
 
alias_name

 
FROM
 
table_name

```

Если псевдоним содержит пробелы или специальные символы (такие, как # или $), или если он чувствителен к регистру, заключите псевдоним в двойные кавычки (" ").

## Примеры использования
Ниже приведена таблица, которая будет использоваться в запросах:
| LastName  | FirstName | City    |
| --------- | --------- | ------- |
| Pettersen | Pitt      | Sandnes |
| Hensen    | Ola       | London  |

### Использование псевдонима колонки
```
 
SELECT
 
LastName
 
AS
 
Family
,
 
FirstName
 
AS
 
Name

 
FROM
 
Persons

```

Результат:
| Family    | Name |
| --------- | ---- |
| Hensen    | Ola  |
| Pettersen | Pitt |

### Использование псевдонима таблицы
(Используя таблицу Persons)
```
 
SELECT
 
LastName
,
 
FirstName

 
FROM
 
Persons
 
AS
 
Employees

```

Результат:
| LastName  | FirstName |
| --------- | --------- |
| Hensen    | Ola       |
| Pettersen | Pitt      |

Если для таблицы назначен псевдоним, то во всех явных ссылках на таблицу в инструкциях Transact-SQL необходимо использовать псевдоним, а не имя таблицы.